# L'Aigle rouge de Bagdad
Pour plus de détails, voir Fiche technique et Distribution.
L'Aigle rouge de Bagdad (The Magic Carpet) est un film américain réalisé par Lew Landers, sorti en 1951.

## Synopsis
Ali (Gregory Gaye) entreprend de renverser par la force le calife régnant, Omar. Avant de mourir, la reine Yazmina et lui ont le temps de confier les destinées de leur fils Ramoth à un oncle, Akhmid. Celui-ci, qui doit veiller sur son éducation, se voit aussi confier un médaillon prouvant son identité et un tapis magique.
Parvenu à l’âge adulte, Ramoth (John Agar), qui ignore qu'il est l'héritier légitime mais désapprouve la tyrannie d'Ali, se déguise en « Aigle rouge » et, aidé par son ami Razi (George Tobias) et Lida, la ravissante sœur de Razi (Patricia Medina), il tente d’entraver le règne du calife usurpateur. Le maléfique Boreg (Raymond Burr) devient son ennemi juré, tout comme Narah (Lucille Ball), la propre sœur d'Ali.
Ahkmid, mortellement blessé par Boreg, révèle à Ramoth sa véritable identité. Lida tente d'infiltrer les forces d'Ali en se déguisant en danseuse mais, démasquée, elle est emprisonnée. Ramoth est également fait prisonnier, mais Lida s'échappe et envoie le tapis magique pour sauver Ramoth en un rien de temps. Ali est tué, Narah est placée dans un donjon tandis que Ramoth et Lida s'envolent sur le tapis pour commencer une nouvelle vie.

## Fiche technique
- Titre : L'Aigle rouge de Bagdad
- Titre original : The Magic Carpet
- Réalisation : Lew Landers
- Scénario : David Mathews
- Producteur : Sam Katzman
- Production : Columbia Pictures
- Photographie : Ellis W. Carter
- Montage : Edwin H. Bryant
- Musique : Arthur Morton
- Direction artistique : Paul Palmentola
- Décorateur de plateau : Sidney Clifford
- Costumes : Jean Louis
- Effets visuels : Jack Erickson
- Pays de production : États-Unis
- Format : Couleurs - Son : Mono (RCA Sound System)
- Genre : Aventure
- Durée : 84 minutes
- Dates de sortie : 
  - États-Unis : 18 octobre 1951
  - France : 29 octobre 1952

## Distribution
- Lucille Ball : Princesse Narah
- John Agar : Abdullah al Husan / docteur Ramoth / l'Aigle rouge
- Patricia Medina : Lida
- George Tobias : Razi
- Raymond Burr : Boreg
- Gregory Gaye : calife Ali
- Rick Vallin : Abdul
- Jo Gilbert : Maras

Acteurs non crédités :
- Gary Klein : Bébé
- Edward Colmans : goûteur du Calife
- James Dime : garde du palais
- William Fawcett : Ahkmid
- Terry Frost : mendiant
- John George : vendeur
- Eileen Howe : Vernah
- Rodolfo Hoyos Jr. : sergent
- Doretta Johnson : reine Yashima
- Aram Katcher : gouverneur de Mecca
- Leonard Penn : père de Ramoth
- Suzanne Ridgway : fille du harem
- Perry Sheehan : Copah
- Winona Smith : Ziela
- Linda Williams : Estar
- Minka Zorka : Nedda